# Национални савет Влаха
Национални савет Влаха је један од националних савета националних мањина Републике Србије, који заступа влашку националну мањину. Седиште националног савета је у Петровцу на Млави (првобитно је било у Бору). Мандат Савета траје четири године.

## Статут
Према статуту Националног савета Влаха, усвојеном 6. 11. 2010. године у Жагубици, Савет је највиши представнички орган Влашке националне мањине која живи на територији Републике Србије а коју сматра својом домовинском матицом, у области образовања, културе, обавештавања и службене употребе језика и писма, као и у другим областима од интереса за делатност Савета, у складу са Уставом, законом и Статутом.

## Декларација
Изводи из Декларације Националног Савета Влаха о остваривању и унапређењу права влашке националне заједнице:
- Припадници Влашке националне заједнице инсистирају на свом националном идентитету са свим својим посебностима који произилазе из вишевековне историје.
- После свега, у двадесетпрвом веку, времену највећег домета у осваривању људских и мањинских права, идентитет и самобитност Влаха немогуће је оспоравати.
- Власи не прихватају знак једнакости између себе и било ког другог ентитета те из тих разлога молимо да и Европске институције уваже наше право на самобитност која произилази и из члана 3. Оквирне конвенције за заштиту националних мањина.
- Оквирна конвенција за заштиту националних мањина и Устав Републике Србије гарантују слободу националног изјашњавања. Следствено томе, очекујемо да нико нема права да на припаднике влашке националне мањине врши притисак и намеће им други национални идентитет јер би, поред кршења међународних стандарда у области људских и мањинских права, то било у супротности са одредбама Споразума између Владе СР Југославије и Владе Румуније о сарадњи у области заштите националних мањина, који предвиђа да је припадништво националним мањинама засновано на слободном и личном избору. Стога Национални савет влашке националне мањине, поштује право грађана, свакако и Влаха на избор свог националног идентитета, те они који себе сматрају Румунима имају на то право и могућност остваривања својих мањинских права преко свог Националног савета румунске националне мањине, а они који држе до своје посебности и влашког идентитета имају такође право на такав избор, своја мањинска права и свој Национални савет влашке националне мањине.
- И поред чињенице да је језик, којим Власи данас у Србији говоре идиом (дијалект), произашао из балканског латинитета, наравно делом из румунског а делом са примесама из нероманских језика, он је довољно специфичан да се сматра матерњим језиком Влаха. У окружењу, на Балканском полуострву, има и већих сличности између појединих дијалеката, у основи истог језика који су добили статус посебних језика својих ентитета.
- Национални Савет Влаха радиће на стварању услова за очување, напредовање и коришћење матерњег језика Влаха (језик којим Власи говоре и који разумеју). То подразумева велики посао и процес на његовој стандардизацији, уз очекивану снажну подршку наше државе и окружења.
- У међувремену, до завршетка стандардизације, службени језик Влаха је само српски језик који је иначе службени језик на целој територији Републике Србије. За то време матерњи језик Влаха ће ипак бити у употреби у електронским медијима за потребе информисања или у другим приликама када је то потребно.
- Кроз наш рад и однос чинићемо све на очувању и неговању досадашњег вековног сагласја заједничког живљења Срба и Влаха у нашој заједничкој држави Србији, коју Власи сматрају својом домовинском матицом.

## Групе чланова националног савета
Актуелни састав националног савета који је конституисан 2022. године.
| Расподела мандата по групама | Расподела мандата по групама           | Места |
| ---------------------------- | -------------------------------------- | ----- |
| Укупан број чланова          | Укупан број чланова                    | 23    |
|                              | „Србија за влахе – Заједно можемо све“ | 23    |